# USS Sigourney (DD-81)
USS Sigourney (DD-81) – amerykański niszczyciel typu Wickes. Jego patronem był James Sigourney.
Stępkę okrętu położono 25 sierpnia 1917 w stoczni Fore River Shipbuilding Company w Quincy (Massachusetts). Zwodowano go 16 grudnia 1917, matką chrzestną była pani Johnson. Jednostka weszła do służby w US Navy 15 maja 1918, jej pierwszym dowódcą był Commander W. N. Vernon.
Okręt był w służbie w czasie I wojny światowej. Działał jako jednostka eskortowa na wodach europejskich.
Po wojnie służył jeszcze przez jakiś czas i 1 listopada 1919 przeniesiono go do rezerwy, a 26 czerwca 1922 wycofano ze służby.
23 sierpnia 1940 wrócił do służby. Przeszedł do Halifaksu i został przekazany Royal Navy w ramach umowy niszczyciele za bazy. Do służby brytyjskiej wszedł 5 grudnia 1940 jako HMS Newport. Operował także pod flagą norweską. Służył jako okręt szkolny. Przeniesiony do rezerwy w styczniu 1945. 18 lutego 1947 złomowany w Szkocji,